# Jack Ü
Jack Ü ist ein US-amerikanisches DJ-Duo und Kooperationsprojekt, bestehend aus dem Mad-Decent-Gründer Diplo und Skrillex, dem Gründer des Plattenlabels OWSLA.

## Hintergrund
Am 27. September 2014 veröffentlichten sie ihre erste offizielle Single Take Ü There mit Gesang von Kiesza. Am 3. Februar 2015 kündigten sie einen Remix von Take Ü There mit Missy Elliott an. Ihr Debütalbum Skrillex and Diplo Present Jack Ü, das sie am 27. Februar 2015 veröffentlichten, wurde bei den Grammy Awards am 15. Februar 2016 als „Best Dance/Electronic Album“ ausgezeichnet. Für ihre Single Where Are Ü Now mit Justin Bieber erhielten sie einen Grammy in der Kategorie „Best Dance Recording“.

## Diskografie

### Alben
- 2015: Skrillex and Diplo Present Jack Ü (OWSLA)
- 2015: Where Are Ü Now Remixes (OWSLA)

### Singles
- 2014: Take Ü There (feat. Kiesza, US: Platin)
- 2015: Where Are Ü Now (feat. Justin Bieber)

## Auszeichnungen für Musikverkäufe
| Goldene Schallplatte - Australien - 2023: für das Lied To Ü - Dänemark - 2016: für das Album Skrillex and Diplo Present Jack Ü - Mexiko - 2015: für die Single Where Are Ü Now - Polen - 2024: für das Lied Mind - Vereinigte Staaten - 2021: für das Lied Mind - 2023: für das Lied To Ü Platin-Schallplatte - Belgien - 2016: für die Single Where Are Ü Now - Frankreich - 2016: für die Single Where Are Ü Now - Polen - 2021: für die Single Where Are Ü Now - Schweden - 2015: für die Single Where Are Ü Now | 2× Platin-Schallplatte - Dänemark - 2016: für die Single Where Are Ü Now - Kanada - 2015: für die Single Where Are Ü Now - Norwegen - 2020: für die Single Where Are Ü Now - Spanien - 2016: für die Single Where Are Ü Now 3× Platin-Schallplatte - Italien - 2017: für die Single Where Are Ü Now - Neuseeland - 2016: für die Single Where Are Ü Now 6× Platin-Schallplatte - Australien - 2023: für die Single Where Are Ü Now |

Anmerkung: Auszeichnungen in Ländern aus den Charttabellen bzw. Chartboxen sind in ebendiesen zu finden.
| Land/RegionAuszeichnungen für Musikverkäufe (Land/Region, Auszeichnungen, Verkäufe, Quellen) | Gold     | Platin       | Verkäufe  | Quellen                   |
| -------------------------------------------------------------------------------------------- | -------- | ------------ | --------- | ------------------------- |
| Australien (ARIA)                                                                            | Gold1    | 6× Platin6   | 455.000   | aria.com.au               |
| Belgien (BRMA)                                                                               | —        | Platin1      | 30.000    | ultratop.be               |
| Dänemark (IFPI)                                                                              | Gold1    | 2× Platin2   | 130.000   | ifpi.dk                   |
| Deutschland (BVMI)                                                                           | Gold1    | —            | 200.000   | musikindustrie.de         |
| Frankreich (SNEP)                                                                            | —        | Platin1      | 133.333   | snepmusique.com           |
| Italien (FIMI)                                                                               | —        | 3× Platin3   | 150.000   | fimi.it                   |
| Kanada (MC)                                                                                  | —        | 2× Platin2   | 160.000   | musiccanada.com           |
| Mexiko (AMPROFON)                                                                            | Gold1    | —            | 30.000    | amprofon.com.mx           |
| Neuseeland (RMNZ)                                                                            | —        | 3× Platin3   | 45.000    | aotearoamusiccharts.co.nz |
| Norwegen (IFPI)                                                                              | —        | 2× Platin2   | 120.000   | ifpi.no                   |
| Polen (ZPAV)                                                                                 | Gold1    | Platin1      | 75.000    | olis.pl                   |
| Schweden (IFPI)                                                                              | —        | Platin1      | 40.000    | sverigetopplistan.se      |
| Schweiz (IFPI)                                                                               | Gold1    | —            | 15.000    | hitparade.ch              |
| Spanien (Promusicae)                                                                         | —        | 2× Platin2   | 80.000    | elportaldemusica.es       |
| Vereinigte Staaten (RIAA)                                                                    | 2× Gold2 | 8× Platin8   | 9.000.000 | riaa.com                  |
| Vereinigtes Königreich (BPI)                                                                 | —        | 2× Platin2   | 1.200.000 | bpi.co.uk                 |
| Insgesamt                                                                                    | 8× Gold8 | 34× Platin34 |           |                           |